# April's Shower
April's Shower (en español, La fiesta de April) es una comedia romántica de 2006, protagonizada por Maria Cina, Trish Doolan, y Randall Batinkoff. Doolan también escribió, produjo y dirigió la película. Inicialmente fue estrenada en 2003 en el Festival de Cine Gay y Lésbico de Hamburgo, y posteriormente fue reestrenada en otros festivales de temática LGBT en ciudades de todo el mundo como San Francisco, Charlotte, Copenhague, Tampa, Detroit, Rochester, y Dallas. En enero de 2006 la película consiguió un amplio aunque limitado estreno. 

## Argumento
April's Shower comienza con un grupo de personas que se han reunido para celebrar una fiesta con motivo de la próxima boda de April. Al principio, parece ser una reunión normal típica de la ocasión, pero conforme va pasando el tiempo, comienzan a revelarse historias y secretos. Alex (Doolan) es una chef y la dama de honor en la boda de April. En un momento determinado revela sus verdaderos sentimientos hacia April, lo que tiene su efecto en todos los asistentes a la fiesta. 